# 23. ceremonia wręczenia nagród Goya
23. ceremonia wręczenia hiszpańskich nagród filmowych Goya za rok 2008, odbyła się 1 lutego 2009 roku w Palacio de Congresos w Madrycie.
20 grudnia 2008 roku Manuela Velasco i José Luis Torrijo ogłosili nominacje do nagród.
Najwięcej − 15 nominacji otrzymał film Ślepe słoneczniki. Na drugim miejscu z 11 nominacjami znalazł się obraz Aurora i archanioł.

## Laureaci i nominowani
Laureaci nagród wyróżnieni są wytłuszczeniem

### Najlepszy film
- Javier Fesser − Camino
  - Agustín Díaz Yanes − Aurora i archanioł
  - Álex de la Iglesia − The Oxford Murders
  - José Luis Cuerda − Ślepe słoneczniki

### Najlepsza reżyseria
- Javier Fesser − Camino
  - Álex de la Iglesia − The Oxford Murders
  - José Luis Cuerda − Ślepe słoneczniki
  - Agustín Díaz Yanes − Aurora i archanioł

### Najlepszy debiut reżyserski
- Santiago A. Zannou − El Truco del Manco
  - Belén Macías − Spacerniak
  - Nacho Vigalondo − Zbrodnie czasu
  - Irene Cardona Bacas − Narzeczony dla Yasminy

### Najlepszy scenariusz oryginalny
- Javier Fesser − Camino
  - Dionisio Pérez, José Antonio Quirós i Ignacio del Moral − Cenizas del Cielo
  - Chus Gutiérrez i Juan Carlos Rubio − Powrót do Hansali
  - Agustín Díaz Yanes − Aurora i archanioł

### Najlepszy scenariusz adaptowany
- Rafael Azcona i José Luis Cuerda − Ślepe słoneczniki
  - Peter Buchman − Che. Rewolucja i Che. Boliwia
  - Jorge Guerricaechevarría i Álex de la Iglesia − The Oxford Murders
  - Ángeles González-Sinde − Una Palabra Tuya

### Najlepszy aktor
- Benicio del Toro − Che. Rewolucja i Che. Boliwia
  - Javier Cámara − Szef kuchni poleca
  - Raúl Arévalo − Ślepe słoneczniki
  - Diego Luna − Aurora i archanioł

### Najlepszy aktor drugoplanowy
- Jordi Dauder − Camino
  - Fernando Tejero − Szef kuchni poleca
  - José Ángel Egido − Ślepe słoneczniki
  - José María Yazpik − Aurora i archanioł

### Najlepszy debiutujący aktor
- Juan Manuel Montilla − El Truco del Manco
  - Álvaro Cervantes − Gra w wisielca
  - Martín Rivas − Ślepe słoneczniki
  - Luis Bermejo − Una Palabra Tuya

### Najlepsza aktorka
- Carme Elías − Camino
  - Verónica Echegui − Spacerniak
  - Maribel Verdú − Ślepe słoneczniki
  - Ariadna Gil − Aurora i archanioł

### Najlepsza aktorka drugoplanowa
- Penélope Cruz − Vicky Cristina Barcelona
  - Elvira Mínguez − Tchórze
  - Rosana Pastor − Pałacowa intryga
  - Tina Sainz − Sangre de Mayo

### Najlepsza debiutująca aktorka
- Nerea Camacho − Camino
  - Ana Wagener − Powrót do Hansali
  - Farah Hamed − Una Palabra Tuya
  - Esperanza Pedreño − Una Palabra Tuya

### Najlepszy film europejski
- 4 miesiące, 3 tygodnie i 2 dni – Cristian Mungiu
  -  Mroczny Rycerz – Christopher Nolan
  -  Chłopiec w pasiastej piżamie – Mark Herman
  -  Na krawędzi nieba – Fatih Akın

### Najlepszy zagraniczny film hiszpańskojęzyczny
- Dobre życie – Andrés Wood
  -  Trądzik – Federico Veirós
  -  Nad jeziorem Tahoe – Fernando Eimbcke
  -  Perro Come Perro – Carlos Moreno

### Najlepsza muzyka
- Roque Baños − The Oxford Murders
  - Alberto Iglesias − Che. Rewolucja i Che. Boliwia
  - Bingen Mendizábal − Gra w wisielca
  - Lucio Godoy − Ślepe słoneczniki

### Najlepsza piosenka
- A tientas z filmu El Truco del Manco; muzyka: Woulfrank Zannou i Juan Manuel Montilla "Langui"
  - Podemos volar juntos z filmu Spacerniak; muzyka: Juan Pablo Compaire
  - Manousal z filmu Powrót do Hansali; muzyka: Tao Gutiérrez
  - Entre tu balcón y mi ventana z filmu Una Palabra Tuya; muzyka: Javier Laguna, José Ángel Tabeada i Antonio Manuel Mellado

### Najlepsze zdjęcia
- Paco Femenía − Aurora i archanioł
  - Carlos Suárez − Pałacowa intryga
  - Hans Burmann − Ślepe słoneczniki
  - Félix Monti − Sangre de Mayo

### Najlepszy montaż
- Alejandro Lázaro − The Oxford Murders
  - Nacho Ruiz Capillas − Ślepe słoneczniki
  - Iván Aledo − Liga najgłupszych dżentelmenów ratuje świat
  - José Salcedo − Aurora i archanioł

### Najlepsza scenografia
- Antxon Gómez − Che. Rewolucja i Che. Boliwia
  - Koldo Vallés − Pałacowa intryga
  - Balter Gallart − Ślepe słoneczniki
  - Gil Parrondo − Sangre de Mayo

### Najlepsze kostiumy
- Lala Huete − El Greco
  - Sonia Grande − Ślepe słoneczniki
  - Lourdes de Orduña − Sangre de Mayo
  - Javier Artiñano − Pałacowa intryga

### Najlepsza charakteryzacja i fryzury
- José Quetglas, Blanca Sánchez i Mar Paradela − Liga najgłupszych dżentelmenów ratuje świat
  - José Quetglas i Nieves Sánchez − Pałacowa intryga
  - Silvie Ymbert i Fermín Galán − Ślepe słoneczniki
  - Romana González, Alicia López i Josefa Morales − Sangre de Mayo

### Najlepszy dźwięk
- Daniel de Zayas, Jorge Marín i Maite Rivera − Trzy dni
  - Ricardo Steinberg i Alfonso Raposo − Ślepe słoneczniki
  - Miguel Rejas i José Antonio Bermúdez − Sangre de mayo
  - Pierre Gamet, Christophe Vingtrinier i Patrice Grisolet − Aurora i archanioł

### Najlepszy kierownik produkcji
- Rosa Romero − The Oxford Murders
  - Cristina Zumárraga − Che. Rewolucja i Che. Boliwia
  - Emiliano Otegui − Ślepe słoneczniki
  - Rafael Cuervo i Mario Pedraza − Aurora i archanioł

### Najlepsze efekty specjalne
- Raúl Romanillos, Pau Costa, José Quetglas, Eduardo Díaz, Álex Grau i Chema Remacha − Liga najgłupszych dżentelmenów ratuje świat
  - Raúl Romanillos, Arturo Balsiero i Ferrán Piquer − Camino
  - Juan Ramón Molina i Alberto Nombela − Sangre de Mayo
  - Alejandro Vázquez, Reyes Abades i Rafa Solórzano − Aurora i archanioł

### Najlepszy film animowany
- Manuel Sicilia i Raúl García − Ryś i spółka, czyli zwierzaki kontratakują
  - José Pozo − Don Chichot
  - David Rubín i Juan Carlos Pena − Espíritu del bosque
  - Antonio Zurera − RH+, el vampiro de Sevilla

### Najlepszy film dokumentalny
- Albert Solé − Bucarest, la Memoria Perdida
  - José Luis López-Linares − Kurczak, ryba i krab królewski
  - Sigfrid Monleón − El Último Truco. Emilio Ruiz del Río
  - Carlos Carcas − Old man Bebo

### Najlepszy krótkometrażowy film fabularny
- Isabel Docampo − Miente
  - Sergio Barrejón − El Encargado
  - Hatem Khraiche Ruíz-Zorrilla − Machu-Pichu
  - Hugo Martín Cuervo − Final
  - Luis Figueroa − Porque Hay Cosas que Nunca se Olvidan

### Najlepszy krótkometrażowy film animowany
- José Esteban Alenda − La Increíble Historia del Hombre sin Sombra
  - Samuel Orti "Sam" − El Ataque de los Kriters Asesinos
  - Sami Natsheh − Espagueti Western
  - Luis Tinoco − Malacara y el Misterio del Bastón de Roble
  - Marcos Valin, María Monescillo i David Priego − Rascal's streeT

### Najlepszy krótkometrażowy film dokumentalny
- Ángel Loza − Héroes. No Hacen Falta Alas para Volar
  - Patricia Fernández i Mario de la Torre − Harraga
  - Beatriz Martínez − La Clase
  - Marcos Borregón − Soy Meera Malik

### Goya Honorowa
- Jesús Franco (reżyser, aktor)

## Podsumowanie liczby nominacji
(Ograniczenie do dwóch nominacji)
15 : Ślepe słoneczniki
11 : Aurora i archanioł
7 : Sangre de mayo, Camino
6 : The Oxford Murders
5 : Che. Rewolucja, Che. Boliwia, Pałacowa intryga
4 : Una palabra tuya
3 : Liga najgłupszych dżentelmenów ratuje świat, Spacerniak, Powrót do Hansali, El truco del manco
2 : Szef kuchni poleca, Gra w wisielca

## Podsumowanie liczby nagród
(Ograniczenie do dwóch nagród)
6 : Camino
3 : The Oxford Murders, El truco del manco
2 : Che. Rewolucja, Che. Boliwia